# Lilás pókhálósgomba
A lilás pókhálósgomba (Cortinarius anomalus) a pókhálósgombafélék családjába tartozó, Eurázsia és Észak-Amerika erdeiben honos, nem ehető gombafaj.

## Megjelenése
A lilás pókhálósgomba kalapja 3-8 cm széles, alakja kezdetben domború, majd széles domborúvá, széles haranggá vagy lapossá terül ki. Színe változatos de többnyire fiatalon ibolyásszürke vagy ibolyásbarna, később az ibolyás szín a közepéről eltűnhet és szürkésokker, halványbarnás lesz. Felülete selymes-szálas, a széleken fénylő, csillámló lehet.
Húsa vékony, színe:fiatalon ibolyás, idősen fehéres. Szaga alig érezhető vagy édeskés, némileg kellemetlen. 
Sűrű lemezei tönkhöz nőttek. Színük fiatalon szürkéslilás, idősen rozsdabarnás.
Tönkje 3-8 cm magas és max. 2 cm vastag, Alakja hengeres, a tövénél kicsit megvastagodhat. Színe a felső részén ibolyás, lejjebb általában okkerbarnás. Fiatalon a felületén övszerűen elhelyezkedő, halványsárgás vélumfoszlányok lehetnek. Kezdetben tömör, később üregesedik.
Spórapora rozsdabarna. Spórája csaknem kerek, felülete szemcsés, mérete 7,5-8,5 x 6-7 µm.

### Hasonló fajok
A szagos pókhálósgomba hasonlíthat hozzá.

## Elterjedése és termőhelye
Eurázsiában és Észak-Amerikában honos. Magyarországon helyenként nem ritka. 
Savanyú talajú lombos vagy vegyes erdőkben fordul elő, kisebb csoportokban. Szeptembertől novemberig terem. 

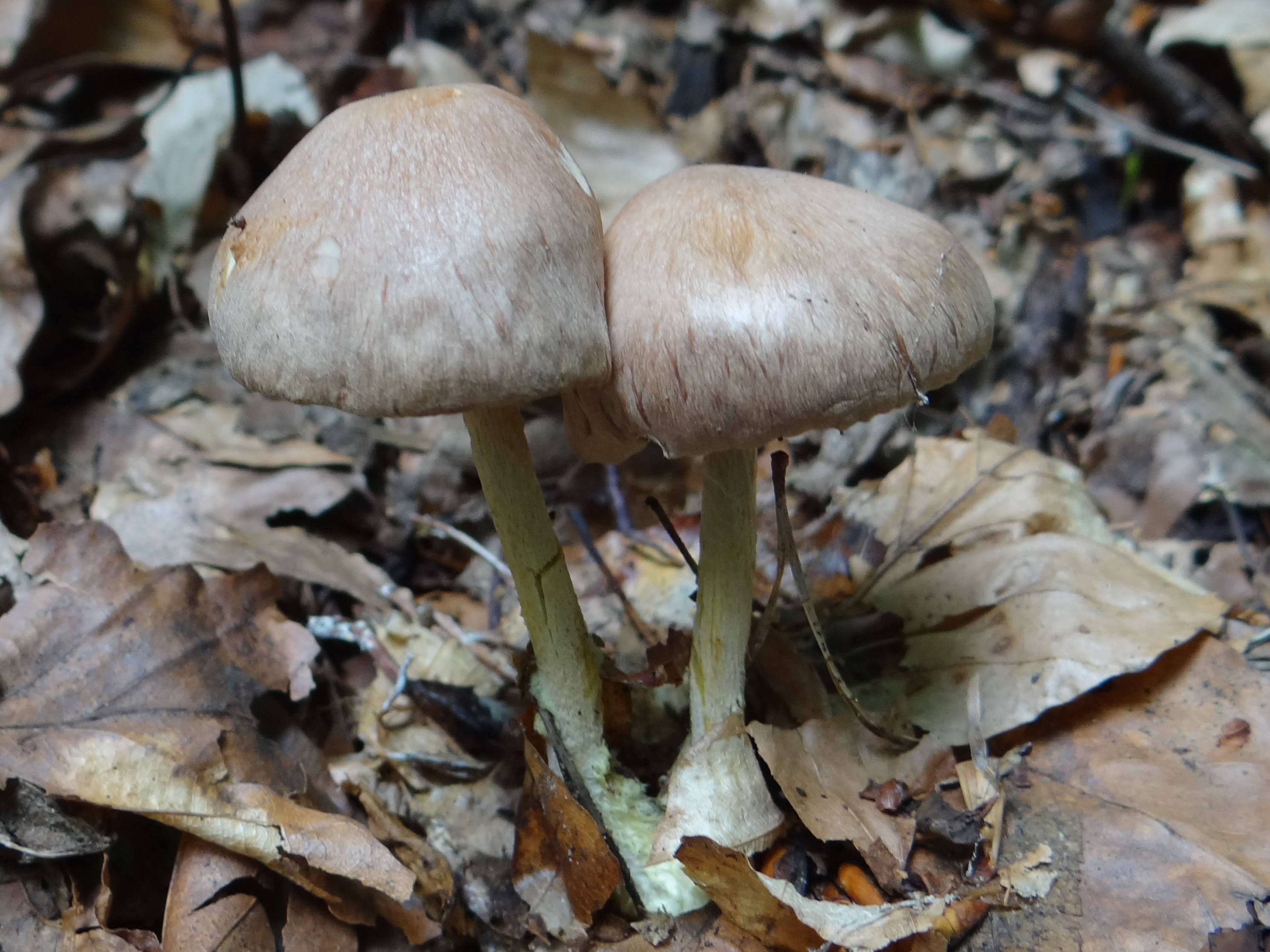
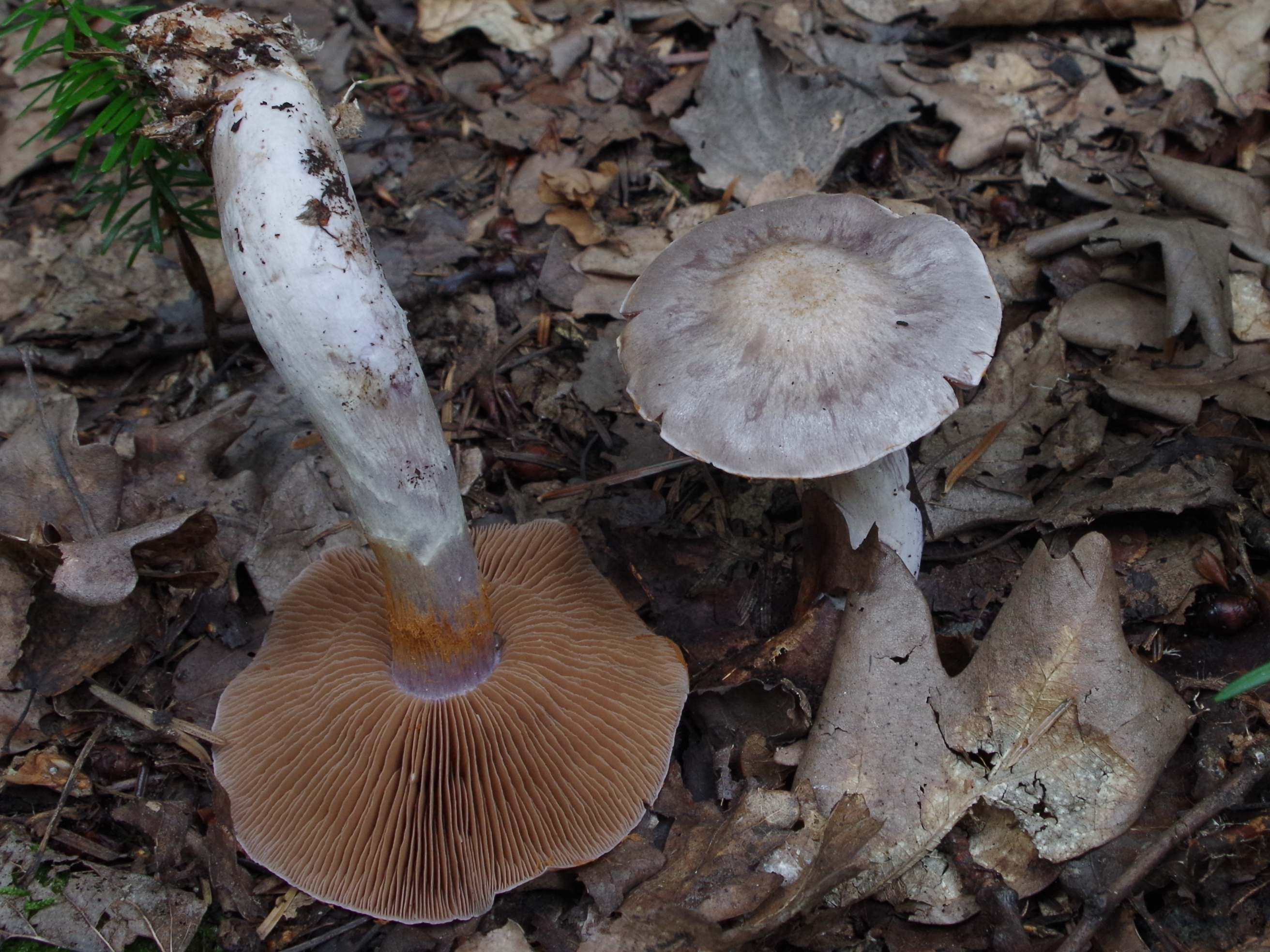
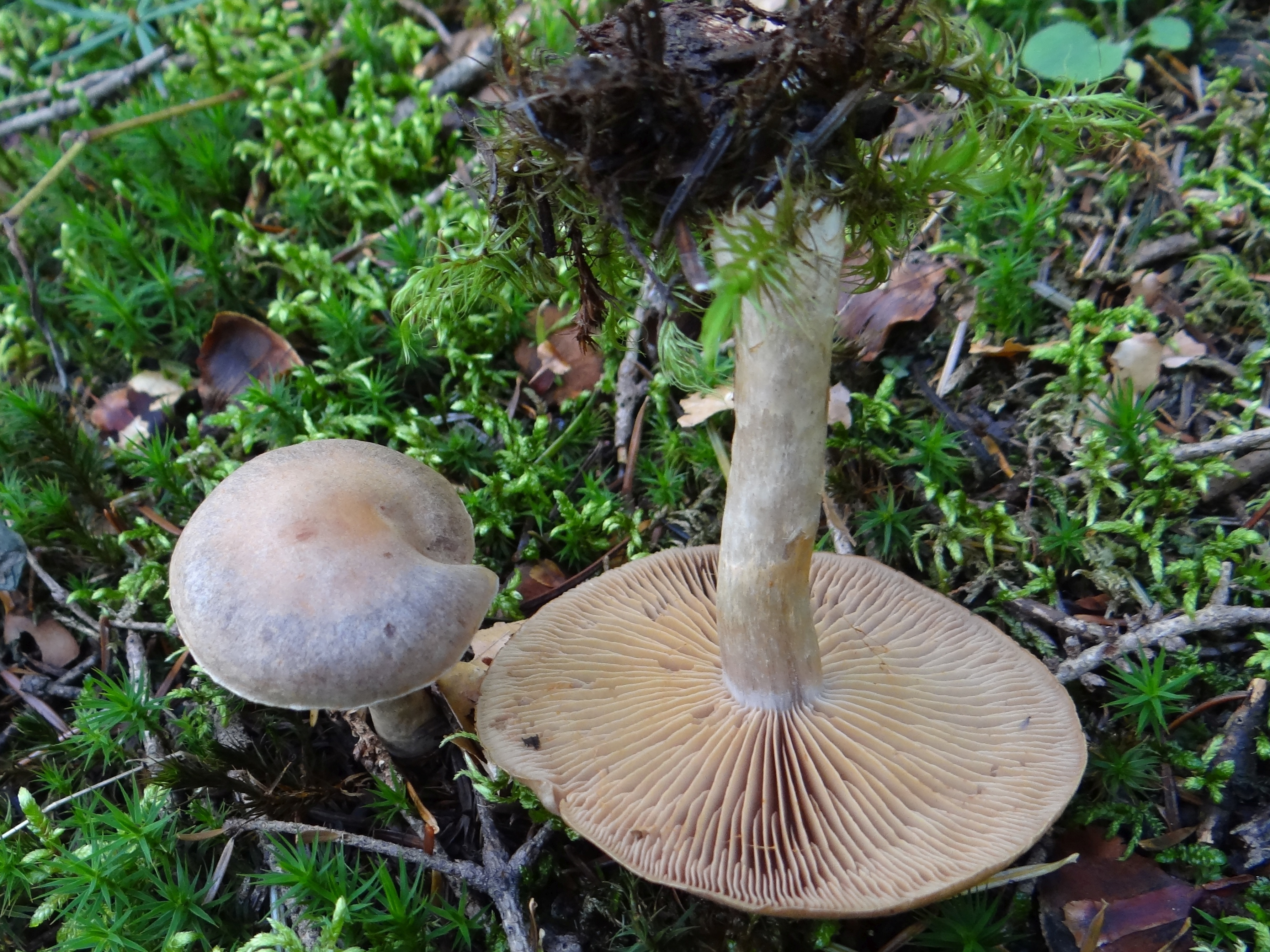
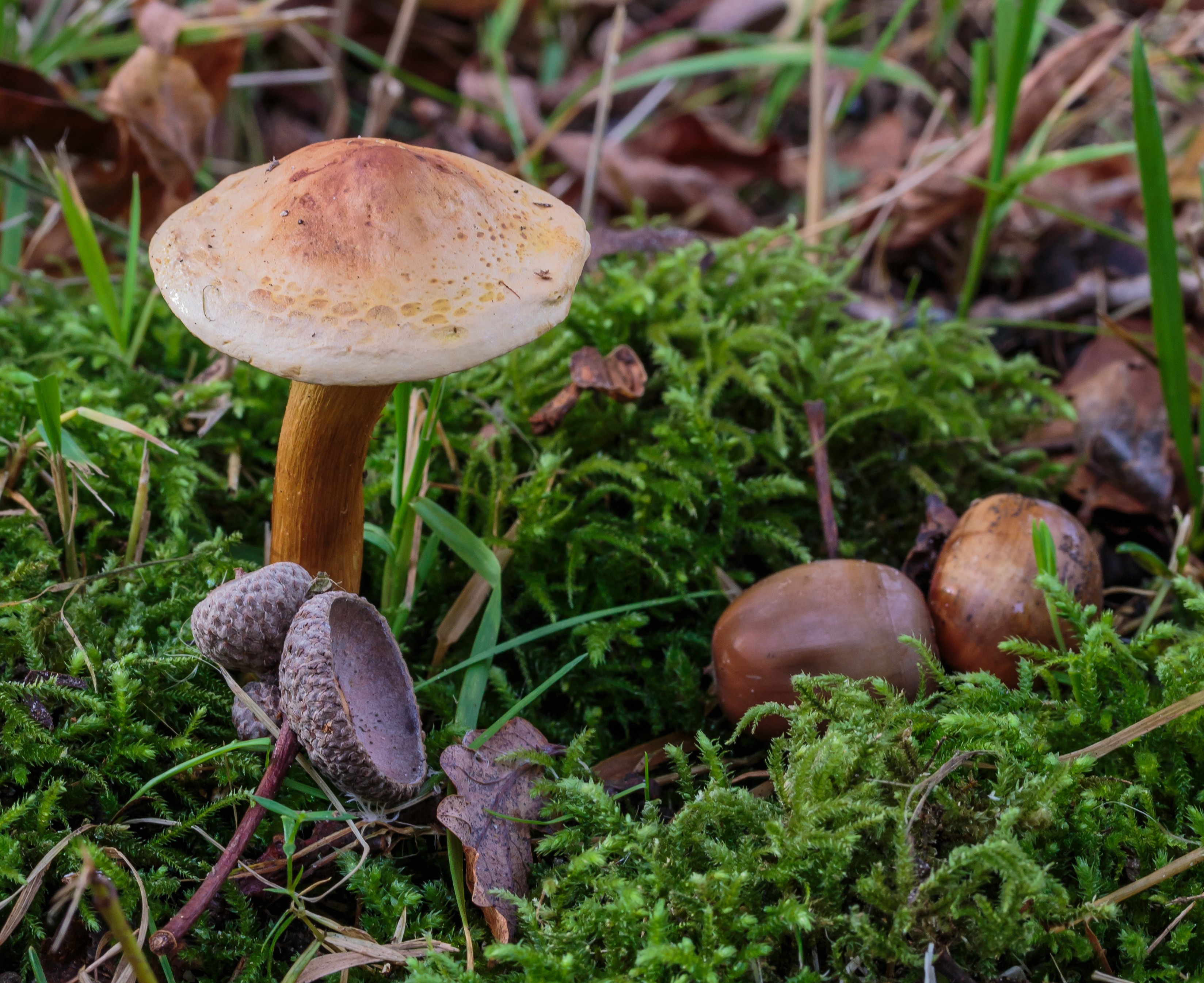
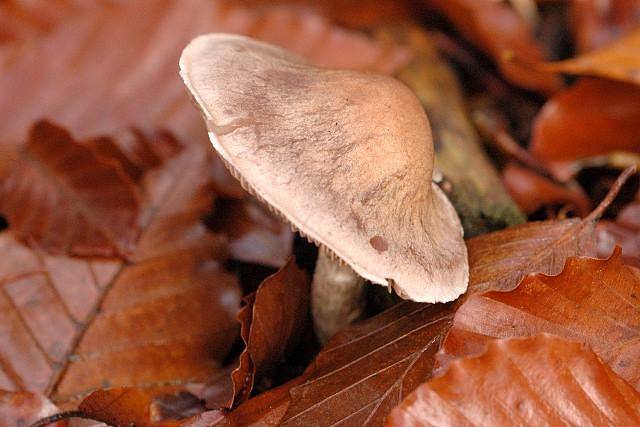

Nem ehető. 